# Suvainiškis
Suvainiškis és una petita ciutat al comtat de Panevėžys, al nord-est de Lituània. Segons el cens 2001, la ciutat tenia 245 persones.